# Poljanci (Oprisavci)
Poljanci falu Horvátországban, Bród-Szávamente megyében. Közigazgatásilag Oprisavcihoz tartozik.

## Fekvése
Bród központjától légvonalban 15, közúton 16 km-re keletre, községközpontjától  3 km-re délnyugatra, Szlavónia középső részén, a Szávamenti-síkságon, a Száva bal partján, Oprisavci és Trnjanski Kuti között fekszik.

## Története
A település középkori létére írásos bizonyíték nincs. 1698-ban „Polyancze” néven hajdútelepülésként, 10 portával szerepel a török uralom alól felszabadított szlavóniai települések kamarai összeírásában. Ez egyben a település első írásos említése is. A település fejlődéséhez hozzájárult, hogy az új török határ közelében feküdt. A katonai közigazgatás megszervezése után lakossága a bródi határőrezredhez tartozott. A határt őrhelyekről és a čardaknak nevezett őrtornyokból ellenőrizték. Egy 1718-as feljegyzés szerint Poljancin egy, Oprisavci területén pedig négy ilyen „čardak” is állt. A čardakok távolsága átlagosan 4,5 kilométer, az őrhelyeké 1,5 kilométer volt.
Az egyházi vizitáció jelentése szerint 1730-ban 12 katolikus és néhány pravoszláv ház állt a településen. 1746-ban már 20 háza volt 80 lakossal. 1760-ban a faluban 12 katolikus ház állt, melyekben 10 család élt 76 katolikus lakossal. 1775-ben 16 házban, 29 családban 144 katolikus lakos élt.
Az első katonai felmérés térképén „Poliancze” néven található. Lipszky János 1808-ban Budán kiadott repertóriumában „Polyancze” néven szerepel. Nagy Lajos 1829-ben kiadott művében „Polyancze” néven 44 házzal, 150 katolikus és 78 ortodox vallású lakossal találjuk. A katonai közigazgatás megszüntetése után 1871-ben Pozsega vármegyéhez csatolták.
A településnek 1857-ben 212, 1910-ben 348 lakosa volt. Pozsega vármegye Bródi járásának része volt. Az 1910-es népszámlálás adatai szerint lakosságának 43%-a horvát, 18%-a szerb, 14%-a ruszin anyanyelvű volt. Az első világháború után 1918-ban az új szerb-horvát-szlovén állam, majd később (1929-ben) Jugoszlávia része lett. 1991-től a független Horvátországhoz tartozik. 1991-ben lakosságának 67%-a horvát, 22%-a szerb, 4%-a jugoszláv nemzetiségű volt. 2011-ben a településnek 255 lakosa volt.

## Lakossága
| Lakosság változása | Lakosság változása | Lakosság változása | Lakosság változása | Lakosság változása | Lakosság változása | Lakosság változása | Lakosság változása | Lakosság változása | Lakosság változása | Lakosság változása | Lakosság változása | Lakosság változása | Lakosság változása | Lakosság változása | Lakosság változása |
| ------------------ | ------------------ | ------------------ | ------------------ | ------------------ | ------------------ | ------------------ | ------------------ | ------------------ | ------------------ | ------------------ | ------------------ | ------------------ | ------------------ | ------------------ | ------------------ |
| 1857               | 1869               | 1880               | 1890               | 1900               | 1910               | 1921               | 1931               | 1948               | 1953               | 1961               | 1971               | 1981               | 1991               | 2001               | 2011               |
| 212                | 239                | 221                | 239                | 250                | 348                | 312                | 313                | 355                | 389                | 373                | 346                | 301                | 290                | 276                | 255                |

## Nevezetességei
Szent Bertalan apostol tiszteletére szentelt római katolikus temploma az oprisavci plébánia filiája.

## Oktatás
A településen az oprisavci Stjepan Radić elemi iskola alsó tagozatos területi iskolája működik.

## Sport
Az NK Gaj Poljanci labdarúgóklubot 1954-ben alapították. A megyei 3. ligában szerepel.